# Мійоші (Токусіма)

Мійо́ші (яп. 三好市, みよしし, МФА: [mʲijoɕi̥ ɕi]?) — місто в Японії, в префектурі Токусіма. Розташоване в західній частині префектури.    Отримало статус міста 2006 року. Площа становить 721,48 км². Станом на 1 серпня 2012 року населення складало 28 719  осіб, густота населення — 39,8 осіб/км².     